# Nan O' the Backwoods
Pour plus de détails, voir Fiche technique et Distribution.
Nan O' the Backwoods est un film muet américain, réalisé par Sidney Olcott pour Lubin avec Valentine Grant, son épouse, comme vedette, sorti aux États-Unis en 1915.

## Fiche technique
- Titre : Nan O' the Backwoods
- Réalisation : Sidney Olcott
- Scénario : Sidney Olcott
- Photographie :
- Montage :
- Producteur : Siegmund Lubin
- Société de production : Lubin Manufacturing Company
- Société de distribution : General Film Company
- Pays d'origine :  États-Unis
- Langue : film muet avec les intertitres en anglais
- Format : Noir et blanc — 35 mm — 1,33:1 — Muet
- Genre : Film dramatique
- Métrage : 900 mètres
- Durée : 30 minutes
- Dates de sortie :
  -  États-Unis : 14 octobre 1915 (New York)

## Distribution
- Valentine Grant : Nan Peters
- Walter Chappen : Gilbert Martin
- James Vincent : Dr Brenton
- Pat O'Malley : Lige Peters (crédité P.H. O'Malley)
- Roy Sheldon : le père de Nan